# Rhyacia isshikii
Rhyacia isshikii là một loài bướm đêm trong họ Noctuidae.